# Teatro Mariinski

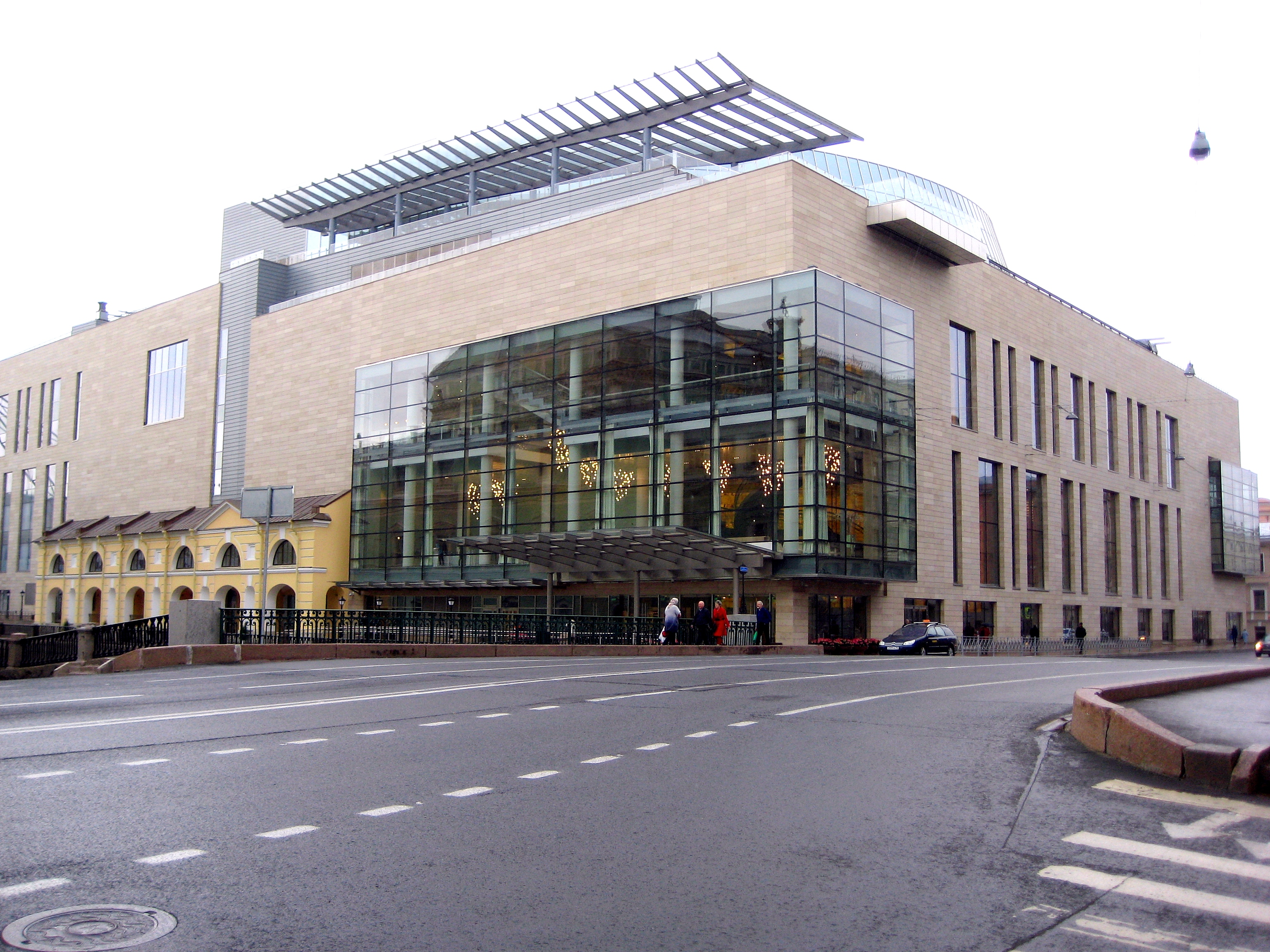
Exterior del tercer y cuarto edificio del Teatro Mariinski.

El Teatro Mariinski (ruso: Мариинский театр), conocido durante la época soviética como el Teatro de Ópera y Ballet Kírov (1935-1992) y como Academia Nacional de Ópera y Ballet (1920-1935), es un teatro histórico de ópera y ballet en San Petersburgo, Rusia. 
Es sede del célebre Ballet Mariinski (llamado Ballet Kírov durante la época soviética) y de la Orquesta del Teatro Mariinski. 
Su director general es Valeri Guérguiev, tras el retiro de Yuri Temirkánov en 1988.

## Trayectoria
Debe su nombre a María Aleksándrovna, esposa del zar Alejandro II de Rusia. Fue construido entre 1859 y 1860 por el arquitecto Alberto Cavos, inspirado en el trabajo de Gottfried Semper, en particular la Ópera de Dresde. La historia del teatro se remonta a la fundación en 1783, por orden de la zarina Catalina II la Grande, del Teatro Bolshói Kámenny cuyo repertorio fue transferido en 1886 al Teatro Mariinski.
En 1885, el arquitecto principal de los teatros imperiales, Viktor Schröter, añadió un ala de tres plantas a la izquierda del edificio para talleres de teatro, salas de ensayo, una subestación eléctrica y unasala de calderas.
En 1894, se sustituyeron las vigas de madera por acero y hormigón, se ampliaron las alas laterales y se ampliaron los vestíbulos de audiencia  bajo la dirección de Schröter. La fachada principal también fue objeto de reconstrucción para tomar formas monumentales.
A instancias del director de teatro Iván Vsévolozhsky, tanto el Ballet Imperial como la Ópera Imperial fueron reubicados en el Teatro Mariinski en 1886, ya que el Bolshói Kámenny se consideraba inseguro.
Durante la era soviética se conoció con el nombre de Teatro Kírov en honor al político soviético Serguéi Kírov, pero recuperó su nombre original en 1992.
En aquel tiempo, todos los teatros rusos eran de propiedad imperial. Tanto en Moscú como en San Petersburgo había uno dedicado a la ópera y el ballet y otro a las comedias y tragedias. Los de ópera eran conocidos como «Gran Teatro» (Bolshói en ruso), y los de drama hablado eran el «Pequeño Teatro» (Maly). Los “Teatros Imperiales”, además de los Maly, eran el Bolshói de Moscú («Gran Teatro Imperial de Moscú»), y en San Petersburgo el Bolshói Kámenny Teatr («Gran Teatro de Piedra»), predecesor del actual Mariinski, y el Teatro del Hermitage, entre otros.
Ha sido escenario de importantes directores, música y bailarines, como Vaslav Nijinsky. A este teatro están ligados los mejores logros del arte ruso de ópera y ballet. Su compañía de ballet durante varios años fue dirigida por Marius Petipa (1818-1910), que creó la coreografía para más de 60 obras. 
En este escenario actuaron los destacados artistas como los cantantes Fiódor Chaliapin y Leonid Sóbinov, las bailarinas Anna Pávlova, Tamara Karsávina, Mathilde Kschessinska, Olga Spesívtseva, Galina Ulánova, Natalia Dudínskaya, Rudolf Nuréyev, Mijaíl Barýshnikov y muchos otros.
El 2 de mayo de 2013, se inauguró, en un edificio anexo, un segundo teatro, conocido como Mariinski II, con un amplio y moderno escenario (1000 metros cuadrados), y una sala con capacidad para 2000 espectadores, que pretende, junto con el viejo Mariinski de 1860, formar un complejo teatral de gran envergadura, que permita ampliar el tamaño de la compañía de ópera y ballet.